# Lega Nazionale B 1990-1991
La Lega Nazionale B 1990-1991, campionato svizzero di seconda serie, si concluse con la vittoria del FC Locarno (gruppo est) e dell'Yverdon-Sport (gruppo ovest).

## Gruppo est

### Classifica
|  | Pos. | Squadra     | Pt | G  | V  | N  | P  | GF | GS | DR  |
|  | ---- | ----------- | -- | -- | -- | -- | -- | -- | -- | --- |
|  | 1.   | Locarno     | 32 | 22 | 13 | 6  | 3  | 44 | 23 | +21 |
|  | 2.   | Baden       | 31 | 22 | 13 | 5  | 4  | 41 | 19 | +22 |
|  | 3.   | Sciaffusa   | 28 | 22 | 12 | 4  | 6  | 45 | 29 | +16 |
|  | 4.   | Basilea     | 26 | 22 | 9  | 8  | 5  | 40 | 30 | +10 |
|  | 5.   | SC Zugo     | 26 | 22 | 8  | 10 | 4  | 29 | 22 | +7  |
|  | 6.   | Chiasso     | 25 | 22 | 10 | 5  | 7  | 43 | 26 | +17 |
|  | 7.   | Bellinzona  | 20 | 22 | 7  | 6  | 9  | 34 | 32 | +2  |
|  | 8.   | Winterthur  | 20 | 22 | 7  | 6  | 9  | 26 | 35 | -9  |
|  | 9.   | Coira       | 17 | 22 | 5  | 7  | 10 | 20 | 25 | -5  |
|  | 10.  | Glarus      | 14 | 22 | 4  | 6  | 12 | 23 | 58 | -35 |
|  | 11.  | Emmenbrücke | 13 | 22 | 3  | 7  | 12 | 18 | 39 | -21 |
|  | 12.  | Kriens      | 12 | 22 | 4  | 4  | 14 | 22 | 47 | -25 |

Legenda:

      Ammesso alla poule promozione.
      Ammesso alla poule retrocessione.
Note:

Due punti a vittoria, uno a pareggio, zero a sconfitta.

## Gruppo ovest

### Classifica
|  | Pos. | Squadra           | Pt | G  | V  | N  | P  | GF | GS | DR  |
|  | ---- | ----------------- | -- | -- | -- | -- | -- | -- | -- | --- |
|  | 1.   | Yverdon           | 34 | 22 | 14 | 6  | 2  | 49 | 21 | +28 |
|  | 2.   | Old Boys Basilea  | 30 | 22 | 12 | 6  | 4  | 56 | 38 | +18 |
|  | 3.   | Étoile Carouge    | 29 | 22 | 11 | 7  | 4  | 38 | 31 | +7  |
|  | 4.   | La Chaux-de-Fonds | 27 | 22 | 9  | 9  | 4  | 52 | 37 | +15 |
|  | 5.   | Friburgo          | 24 | 22 | 8  | 8  | 6  | 54 | 36 | +18 |
|  | 6.   | Urania Ginevra    | 24 | 22 | 9  | 6  | 7  | 45 | 33 | +12 |
|  | 7.   | Grenchen          | 23 | 22 | 9  | 5  | 8  | 42 | 27 | +15 |
|  | 8.   | Bulle             | 20 | 22 | 7  | 6  | 9  | 31 | 35 | +4  |
|  | 9.   | Malley            | 18 | 22 | 3  | 12 | 7  | 22 | 33 | -11 |
|  | 10.  | Montreux-Sports   | 15 | 22 | 4  | 7  | 11 | 27 | 47 | -20 |
|  | 11.  | Chênois           | 11 | 22 | 2  | 7  | 13 | 19 | 53 | -34 |
|  | 12.  | Burgdorf          | 9  | 22 | 1  | 7  | 14 | 9  | 53 | -44 |

Legenda:

      Ammesso alla poule promozione.
      Ammesso alla poule retrocessione.
Note:

Due punti a vittoria, uno a pareggio, zero a sconfitta.

## Poule promozione
Alle qualificazioni della LNB sono state aggiunte le ultime 4 classificate della Lega Nazionale A:

San Gallo (9ª classificata), Aarau (10ª), Zurigo (11ª) e Wettingen (12ª).

San Gallo e Wettingen sono state inserite nel gruppo A, Aarau e Zurigo nel gruppo B.

### Gruppo A

#### Classifica finale
|  | Pos. | Squadra        | Pt | G  | V  | N | P  | GF | GS | DR  |
|  | ---- | -------------- | -- | -- | -- | - | -- | -- | -- | --- |
|  | 1.   | San Gallo      | 22 | 14 | 10 | 2 | 2  | 33 | 11 | +22 |
|  | 2.   | Wettingen      | 20 | 14 | 9  | 2 | 3  | 25 | 15 | +10 |
|  | 3.   | Chiasso        | 16 | 14 | 6  | 4 | 4  | 19 | 21 | -2  |
|  | 4.   | Basilea        | 12 | 14 | 4  | 4 | 6  | 18 | 17 | +1  |
|  | 5.   | Yverdon        | 12 | 14 | 5  | 2 | 7  | 21 | 22 | -1  |
|  | 6.   | Friburgo       | 11 | 14 | 4  | 3 | 7  | 18 | 25 | -7  |
|  | 7.   | Baden          | 11 | 14 | 4  | 3 | 7  | 19 | 26 | -7  |
|  | 8.   | Étoile Carouge | 8  | 14 | 4  | 0 | 10 | 16 | 32 | -16 |

Legenda:
      Resta in Lega Nazionale A 1991-1992.
      Resta in Lega Nazionale B 1991-1992.
Note:
Due punti a vittoria, uno a pareggio, zero a sconfitta.

### Gruppo B

#### Classifica finale
|  | Pos. | Squadra           | Pt | G  | V | N | P  | GF | GS | DR  |
|  | ---- | ----------------- | -- | -- | - | - | -- | -- | -- | --- |
|  | 1.   | Zurigo            | 21 | 14 | 7 | 7 | 0  | 28 | 10 | +18 |
|  | 2.   | Aarau             | 20 | 14 | 7 | 6 | 1  | 28 | 12 | +16 |
|  | 3.   | Sciaffusa         | 18 | 14 | 8 | 2 | 4  | 19 | 12 | +7  |
|  | 4.   | Locarno           | 17 | 14 | 6 | 5 | 3  | 18 | 13 | +5  |
|  | 5.   | La Chaux-de-Fonds | 12 | 14 | 5 | 2 | 7  | 27 | 26 | +1  |
|  | 6.   | Urania Ginevra    | 11 | 14 | 2 | 7 | 5  | 16 | 27 | -11 |
|  | 3.   | SC Zugo           | 7  | 14 | 2 | 3 | 9  | 14 | 29 | -15 |
|  | 3.   | Old Boys Basilea  | 6  | 14 | 2 | 2 | 10 | 11 | 32 | -21 |

Legenda:
      Resta in Lega Nazionale A 1991-1992.
      Resta in Lega Nazionale B 1991-1992.
Note:
Due punti a vittoria, uno a pareggio, zero a sconfitta.

## Poule retrocessione
Le retrocedende dei due gruppi est e ovest sono state divise in due gruppi composti da 6 squadre, con omogenea distribuzione geografica in ogni caso differente dai gironi di qualificazione.
Tre sono le squadre da retrocedere: l'ultima di ogni girone e la perdente dell'ulteriore spareggio fra le penultime.
Alle squadre è stato dato un "bonus" di partenza attribuito secondo la posizione in classifica ottenuta nei due gironi di qualificazione in ordine decrescente: alla 7ª classificata 6 punti, alla 8ª punti 5, alla 9ª punti 4, alla 10ª punti 3 e così via fino all'ultima che ha avuto un solo punto.

### Gruppo A

#### Classifica finale
|  | Pos. | Squadra    | Pt | B | G  | V | N | P | GF | GS | DR |
|  | ---- | ---------- | -- | - | -- | - | - | - | -- | -- | -- |
|  | 1.   | Winterthur | 19 | 5 | 10 | 5 | 4 | 1 | 14 | 5  | +9 |
|  | 2.   | Grenchen   | 18 | 6 | 10 | 5 | 2 | 3 | 16 | 14 | +2 |
|  | 3.   | Kriens     | 14 | 1 | 10 | 6 | 1 | 3 | 17 | 13 | +3 |
|  | 4.   | Malley     | 12 | 4 | 10 | 3 | 2 | 5 | 8  | 10 | -2 |
|  | 5.   | Glarus     | 11 | 3 | 10 | 2 | 4 | 4 | 13 | 17 | -4 |
|  | 6.   | Chênois    | 7  | 2 | 10 | 1 | 3 | 6 | 10 | 18 | -8 |

Legenda:
;  Va allo spareggio.
      Retrocesso in Prima Lega 1991-1992.
Note:
Due punti a vittoria, uno a pareggio, zero a sconfitta.

### Gruppo B

#### Classifica finale
|  | Pos. | Squadra         | Pt | B | G  | V | N | P | GF | GS | DR  |
|  | ---- | --------------- | -- | - | -- | - | - | - | -- | -- | --- |
|  | 1.   | Bulle           | 20 | 5 | 10 | 6 | 3 | 1 | 26 | 7  | +19 |
|  | 2.   | Bellinzona      | 16 | 6 | 10 | 3 | 4 | 3 | 14 | 15 | -1  |
|  | 3.   | Coira           | 15 | 4 | 10 | 3 | 5 | 2 | 10 | 7  | +3  |
|  | 4.   | Emmenbrücke     | 11 | 2 | 10 | 4 | 1 | 5 | 13 | 15 | -2  |
|  | 5.   | Montreux-Sports | 10 | 3 | 10 | 1 | 5 | 4 | 4  | 16 | -12 |
|  | 6.   | Burgdorf        | 9  | 1 | 10 | 1 | 6 | 3 | 8  | 15 | -7  |

Legenda:
  Va allo spareggio.
      Retrocesso in Prima Lega 1991-1992.
Note:
Due punti a vittoria, uno a pareggio, zero a sconfitta.

## Verdetti finali
- Nessuna promozione in Lega Nazionale A 1991-1992.
- Burgdorf, Chênois e Montreux-Sports (quest'ultima per revoca della licenza), retrocedono in Prima Lega 1991-1992.